# .tw
Pour les articles homonymes, voir TW.

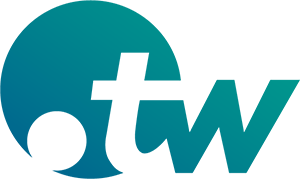
l'un des logo du domaine national de premier niveau réservé à Taïwan

.tw est le domaine de premier niveau national réservé à Taïwan selon la liste des Internet TLD (Top level domain). Le domaine a été introduit en 1989. Il existe aussi en sinogrammes depuis juillet 2010 : traditionnel .台灣 (version IDNA : .xn--kpry57d) et simplifié .台湾 (version IDNA : .xn--kprw13d).
Ce nom de domaine est géré par le registre TWNIC.